# Oda de Meissen
Oda de Meissen, también llamada Oda, forma antigua en alto alemán de Uta o Ute ( en polaco: Oda Miśnieńska, en alemán: Oda von Meißen; nacida c.996 – murió el 31 de octubre o el 13 de noviembre después de 1025), fue una condesa sajona, hija de Ekkhard I de Meissen y la primera Reina consorte de los polacos, por su matrimonio con Bolesław I, primer rey de Polonia.

## Vida
La dinastía Ekkehardiner estuvo bajo el poder de Otón III, emperador del Sacro Imperio Romano Germánico. Después de su muerte, intentaron mantener su posición como margraves gobernantes de Meissen con su sucesor Enrique II. Para ello, buscaron una relación estrecha con el gobernante polaco Bolesław I el Valiente, el amigo y aliado más poderoso del Sacro Imperio. Después del estallido del conflicto entre Enrique II y Bolesław I a partir de 1002, sólo participaron en las campañas contra el gobernante polaco. Cuando la Paz de Bautzen puso fin al conflicto en 1018, gracias al matrimonio entre oda y Boleslao I.

### Origen y familia
Se desconocen el año y el lugar de nacimiento exactos de Oda. Siendo la hija menor de Ekkhard I de Meissen y su esposa Suanhilde, hija de Hermann Billung, margrave de Sajonia. Oda pertenecía a una de las familias más distinguidas e influyentes de Sajonia. Debido a esta reputación, su padre, se presentó como candidato a las elecciones reales de 1002 contra el posterior rey Enrique II. Su hermano mayor Herman finalmente sucedió a su padre en 1009 como margrave de Meissen y fue remplazado por su hermano menor Ekkhard II, en 1038. Los otros dos hermanos de Oda ocuparon altos cargos eclesiásticos: Gunther fue desde 1024 arzobispo de Salzburgo y Eilward desde 1016 fue obispo de Meissen.
La familia Ekkehardiner ya mantenía estrechos vínculos con la dinastía Piast antes del matrimonio de Oda. Su tío, Gunzelin, estaba estrechamente relacionado con Bolesław I. Su hermano, Herman Ise casó con la hija de Bolesław I, Regelinda, en 1002; Después Oda se casó con Bolesław I en 1018, volviéndose la suegra de su hermano.

### Matrimonio con Boleslao I
Desde la muerte de su tercera esposa Emnilda en 1017, Bolesław I empezó a buscar una nueva consorte adecuada y dirigió su atención al Sacro Imperio Romano Germánico. El 30 de enero de 1018 se firmó la Paz de Bautzen; Durante las negociaciones preliminares de este tratado en el castillo de Ortenburg se decidió que el viudo Bolesław I reforzaría sus vínculos con la nobleza alemana mediante un matrimonio. La novia elegida fue Oda, mucho más joven, cuyo hermano mayor, el margrave Herman I de Meissen, dio su consentimiento como cabeza de la familia Ekkehardiner. Acompañada por su hermano y el hijo de Bolesław I, Otto, Oda viajó al castillo de Cziczani (en el sitio del moderno castillo Groß-Seitschen o Zinnitz o Zützen), la residencia de los Piast en la Baja Lusacia. Cuando llegó allí por la noche, Bolesław I y una gran multitud la recibieron con un mar de luces. Era probable que el matrimonio fuera un simple rito secular (en el mejor de los casos con una contribución eclesiástica subordinada, especialmente porque la iglesia recién comenzó a interesarse por la institución del matrimonio en ese momento)cuatro días después de la ceremonia formal se firma el tratado de paz, entre los monarcas, el 3 de febrero de 1018 o unos días después.
En su crónica, escrita entre 1012 y 1018, Thietmar de Merseburg proporciona el único relato contemporáneo de las celebraciones nupciales. Según sus comentarios, critica el matrimonio y pinta un panorama sombrío sobre el futuro de Oda: dice que " desde ahora vive fuera de la ley del matrimonio y, por tanto, de una manera indigna de una dama noble como ella ",  porque La boda se celebró en contra de las reglas de la Iglesia y sin su consentimiento durante la Cuaresma . Las siguientes observaciones de Thietmar parecen confirmar su predicción. En relación con la victoria sobre Yaroslav el Sabio, gran príncipe de Kiev, el obispo de Merseburg llama a Boleslao "un viejo fornicario" (antiquus fornicator ), ya que convirtió a la hermana cautiva de Yaroslav, Predslava, en su concubina, independientemente de su esposa y en contra de cualquier ley. Es dudoso que de esto se puedan sacar conclusiones sobre el matrimonio con Oda. Según el historiador polaco Andrzej Pleszczyński, el comportamiento de Bolesław I no se puede medir con los estándares morales actuales. Según algunas fuentes el matrimonio de Oda y Bolesław I probablemente no fue muy feliz. Las razones principales de esto fueron la gran diferencia de edad entre la pareja (Bolesław era nada menos que treinta años mayor que ella) y el romance que Bolesław tuvo con Predslava, hija del gran príncipe Vladimir de Kiev . Otra posible razón fue la vida aparentemente disoluta que llevaba Oda antes de casarse.
Según interpretaciones más antiguas de la Crónica de Thietmar, su crítica también se dirige contra Oda. La frase sine matronali consuetudine que escribió sobre ella, debería traducirse como "sin virginidad". Oda había llevado un estilo de vida permisivo hasta el matrimonio y no como hubiera sido digno de tan prestigioso pacto matrimonial.  El historiador alemán Robert Holtzmann comenta los informes de Thietmar, que también entiende como una especie de "amarga ironía".
Además de la importancia para el destino personal de Oda, el matrimonio de Bolesław I tuvo una dimensión política. La unión se concluyó como parte de la Paz de Bautzen firmada entre el emperador Enrique II y los polacos. Con este tratado terminaron sus disputas de casi dos décadas sobre rango, honor y reputación, pero también sobre reclamos territoriales sobre la Marca de Lusacia, la tierra de Milceni y la adyacente Sorbia Meissen . En las campañas de Enrique II contra Bolesław I, la familia de Oda formó parte de un "partido de alianza favorable a los polacos", junto con la poderosa dinastía Billunger, que sólo participó de forma vacilante. El matrimonio renovó la amistad tradicional entre las dinastías Piast y Ekkehardiner después de que la hija de Bolesław I, Regelinda, que estaba casada con el hermano de Oda, el margrave Herman I de Meissen, muriera en 1016. Además, el prestigioso matrimonio de Bolesław I con Oda, una noble alemana de alto rango, devolvió su honor y fue una expresión de su victoria. En la Paz de Bautzen, Bolesław I resultó claramente vencedor, ya que pudo mantener su soberanía sobre la Marca de Lusacia y las tierras de Milceni, a las que tenía derecho debido a su tercer matrimonio con Emnilda, una hija de Dobromir de Lusacia, tan reivindicado como la familia Ekkehardiner. Finalmente, no han llegado fuentes sobre los ataques de Boleslao I a la cercana marcha de Meissen, donde el hermano de Oda, Hermann, ocupaba el cargo de margrave. Según el cronista del siglo XV Jan Długosz, Oda fue coronada reina de Polonia al lado de su marido el 18 de abril de 1025. Sin embargo, esto es sólo una conjetura señalada por fuentes medievales.

### Vida posterior
El matrimonio de Oda y Bolesław I solo produjo una hija conocida, Matylda, llamada así en honor a su tía materna la margravina de la Baja Lusacia que se comprometió el 18 de mayo de 1035 con Otón de Schweinfurt, margrave del Nordgau; sin embargo, el matrimonio nunca se llevó a cabo porque el contrato de compromiso fue roto por el Concilio de Tribur en 1036, presumiblemente por motivos de consanguinidad.Sobre la figura de Oda no se sabe nada después de esto.. Las consideraciones de que regresó a la sede ancestral de la dinastía Ekkehardiner en Naumburg con su hija en el caos después de la muerte de Bolesław I el 17 de junio de 1025, no pueden ser corroboradas por fuentes escritas contemporáneas. Tampoco se registra el año de su muerte. En la necrología de la iglesia de St. Michaelis de Lüneburg se registran entradas para una Oda com, es decir, una Oda de la condesa ( Ode comitessa ), el 31 de octubre y el 13 de noviembre. El historiador alemán Gerd Althoff llegó a la conclusión de que uno de los dos está dedicado a la memoria de Oda, porque Bolesław I y muchos miembros de la dinastía Ekkehardiner también estaban incluidos en la necrología.

## Recepción
En la zona de habla alemana, la Oda de Meissen no ha recibido mucha atención. Los relatos históricos la mencionan, en el mejor de los casos, como una figura muy marginal en relación con la paz de Bautzen, como esposa de Bolesław I o como miembro de la dinastía Ekkehardiner. Una excepción a esto es una consideración del historiador alemán Ferdinand Wachter en la primera mitad del siglo XIX, según la cual entre las estatuas pintadas de los donadores de la catedral de Naumburg realizadas en el siglo XIII no representan a la esposa de Eckard II, Uta von Ballenstedt, sino a su hermana Oda de Meißen. En particular, la corona de la figura de arenisca, en la que sólo está grabado el nombre "Uta", había incitado recientemente al historiador del arte Michael Imhof, quien tenía dudas sobre la identificación de la figura fundadora como Uta de Ballenstedt, aunque sospechaba que en lugar de Oda de Meissen fue su cuñada e hijastra Regelinda de Polonia la retratada allí. En opinión de Kerstin Merkel, la persona retratada debió ser percibida por sus contemporáneos como una mujer impía, porque vestía su abrigo como un hombre.
Los historiadores polacos consideraron a Oda de Meissen como la primera reina consorte de Polonia hasta el siglo XIX. La razón de esta suposición fue una nota del historiógrafo polaco Jan Długosz en su Annales seu cronicae incliti Regni Poloniae (Anales o crónicas del famoso reino de Polonia) del siglo XV. En él informa, de acuerdo con los anales sajones de la época, que Boleslao I se hizo coronar rey en 1025 tras la muerte de su oponente Enrique II. En aquella ocasión, Długosz indica que junto a Bolesław I fue coronada una reina anónima, y las generaciones posteriores identificaron a esta reina con Oda. Sin embargo, actualmente la suposición de identificar a la reina anónima con Oda se considera tan infundada como la nota de antecedentes de Jan Długosz. El examen científico de las obras de Jan Długosz ha demostrado que a menudo complementaba las fuentes utilizadas por él con acontecimientos que, en su opinión, debieron haber ocurrido.